# Insurance Institute for Highway Safety
Das Insurance Institute for Highway Safety (IIHS) ist eine amerikanische Non-Profit-Organisation, finanziert von Autoversicherern, gegründet 1959 und mit Sitz in Arlington. Das IIHS arbeitet darauf hin, die Zahl der Unfälle von Motorfahrzeugen zu reduzieren und die Verletzungsrate sowie die Vermögensschäden zu senken, die durch Unfälle entstehen. Das renommierte Institut betreibt Forschung, führt Crashtests durch und veröffentlicht Ranglisten für beliebte PKW wie auch für bestimmte Produkte wie Autokindersitze. Das IIHS erforscht auch die Gestaltung von Straßen und Verkehrsführung und leistet durch seine Forschungs- und Informationsarbeit Beiträge zu politischen Entscheidungsprozessen. Studien des Instituts werden etwa auch vom Deutschen Verkehrssicherheitsrat und vom ADAC rezipiert.